# Vika Podgorska
Vika Podgorska (rojstno ime Hedviga Čus), slovenska gledališka in filmska igralka, * 13. maj 1898, Bistrica v Rožu, † 12. julij 1984, Maribor.
Vika Podgorska je igrala v več serijah in filmih jugoslovanske produkcije, tudi filmu Svet na Kajžarju iz leta 1952, in tudi več filmih tuje produkcije. Njen mož je bil igralec Hinko Nučič.

## Filmografija
- Karneval (1968)
- San (1965)
- Čuvaj se senjske ruke (1964)
- Elizabeta Engleska (1964)
- Ne možeš imati sve (1964)
- Slijepi kolosjek (1964)
- Vrapčić (1964)
- Sumrak (1963)
- Susedi (1959)
- U mreži (1956)
- Svet na Kajžarju (1952)